# خانه‌های شرکت نفت (شماره ۱۴۴۳)
منازل شرکت نفت (شماره ۱۴۴۳) مربوط به دوره پهلوی است و در آبادان، بوارده جنوبی، شماره ۱۴۴۳ واقع شده و این اثر در تاریخ ۱۷ اسفند ۱۳۸۱ با شمارهٔ ثبت ۷۹۴۴ به‌عنوان یکی از آثار ملی ایران به ثبت رسیده است.